# Xã Palisade, Quận Minnehaha, South Dakota
Xã Palisade (tiếng Anh: Palisade Township) là một xã thuộc quận Minnehaha, tiểu bang Nam Dakota, Hoa Kỳ. Năm 2010, dân số của xã này là 358 người.